# Marcell Nemes
Dans le nom hongrois Nemes Marcell, le nom de famille précède le prénom, mais cet article utilise l’ordre habituel en français Marcell Nemes, où le prénom précède le nom.
Marcell Nemes, né Mózes Klein (1866-1930), est un financier, collectionneur d'œuvres d'art et un mécène hongrois.

## Biographie
La famille Klein vivait depuis les années 1830 en Transylvanie (Empire d'Autriche), y développant une entreprise spécialisée dans le commerce de la laine et du tabac, qui avait été étendue à la fin du XIXe siècle au commerce du bois et du charbon, ainsi qu'aux transactions financières. Mózes transforma son patronyme en « Marcell Nemes », un nom hongrois, sur la base de son succès économique, en 1903, tandis que le Conseil royal hongrois l'anoblit en 1908, au titre de Edler de Jánoshalma, sa ville de naissance : dans la haute société d'avant guerre, il était connu sous le patronyme « Marczell de Nemes von Janoshaza ».
Sa passion pour l'art commença dans les années 1890. Il s'intéresse aux étoffes de la Renaissance, aux meubles, aux sculptures et aux peintures rattachées au Siècle d'or hollandais, mais aussi, aux peintres modernes, d'Eugène Delacroix à Vincent Van Gogh. Plus curieusement, Nemes devient l'un des redécouvreurs du Greco, allant jusqu'en Espagne dénicher ses toiles, et les rapportant dans sa collection. La plupart de ses acquisitions prenaient leurs sources dans les écrits d'historiens de l'art comme Julius Meier-Graefe ou August L. Mayer ; il suivait aussi les conseils de marchands d'art parisiens et munichois. 
En 1910, il choisit de présenter une partie de sa collection de peintures au Szépművészeti Múzeum de Budapest, soit quatre-vingts toiles, dont la presse spécialisée hongroise se fit l'écho, comme Nyugat et Pester Lloyd, ou le périodique allemand Zeitschrift für bildende Kunst. On y vit une petite sélection de peintures impressionnistes dont Le Garçon au gilet rouge de Cézanne, mais aussi des Corot, Courbet, Degas, et Manet, à côté de maîtres anciens comme Philips de Koninck, Abraham van Beijeren et Rubens, exposition qui se rendit ensuite à Munich en juin 1911.
Pour l'exposition organisée par Hugo von Tschudi, qui eut lieu à l'Alte Pinakothek de Munich, Nemes ajouta huit toiles du Greco. Lors de l'inauguration, s'y retrouvèrent de nombreux jeunes artistes allemands, tels que Max Beckmann, Oskar Kokoschka, Max Oppenheimer ou Ludwig Meidner, ainsi que des membres du Blaue Reiter, dont Franz Marc qui semble n'avoir pas trouvé utile d'en parler dans le bulletin du groupe. Dans la préface au catalogue munichois, Tschudi parle de Nemes comme « d'un nouveau type de collectionneur, qui n'hésite pas à juxtaposer Le Greco aux impressionnistes, choix qui contribue à la compréhension de la peinture moderne ». L'exposition est ensuite partie pour Düsseldorf, totalisant cette fois 122 toiles, mais, fort occupé par ses affaires, Nemes renonça à les montrer à Cologne et à Berlin. En échange d'un don qu'il fit de deux Courbet[Lesquels ?], il reçut de la Bavière l'ordre de Saint-Michel.
Fin 1911, Karl Lanz, entrepreneur de Mannheim, lui acheta 40 tableaux de maîtres anciens. En 1913, Nemes se décida à liquider une partie de sa collection, principalement sur le marché parisien, après avoir, sans succès, proposé à la ville de Düsseldorf l'achat des dix toiles du Greco et d'une centaine d'autres tableaux pour la somme de 6 millions de goldmark. Aux enchères parisiennes, les ventes Nemes sont centralisées chez Michel Manzi (ex Goupil & Cie) où défilent douze Greco, dix Courbet, quatre Manet, six Renoir et six Cézanne sous le marteau. Le Garçon à la veste rouge de Cézanne part à 56 000 francs-or, déboursés par un industriel de Wuppertal, Gottlieb Friedrich Reber. Le toujours controversé Portrait du père, attribué à Rembrandt, partit pour 516 000 francs, tandis que les toiles du Greco s'enlevaient chacune à pas moins de 150 000 ; Femme nue couchée de Courbet est achetée par son compatriote François de Hatvany. Pourtant, selon la presse spécialisée, les fruits de la vente furent « jugés décevants ».
Après la Première Guerre mondiale, Nemes quitta Budapest et la tourmente révolutionnaire hongroise pour s’installer définitivement au Leopoldstraße 10 à Munich. En 1921, Némès acquit le château de Tutzing pour 800 000 reichsmark. Il fit rénover le château et son parc. Lors d'un séjour à Venise en 1924, il acheta le Palazzo Venier dei Leoni situé sur le Grand Canal, et en poursuivit l'achèvement ; plus tard, Peggy Guggenheim le rachètera et y placera sa fondation. La même année, Oskar Reinhart acquit un Goya auprès de Nemes et en 1928, une partie de sa vaste collection fut vendue à Amsterdam. Oskar Kokoschka fit le portrait de Nemes en 1928, deux ans avant sa mort. À cette époque, dans ce qui restait de sa grande collection, se trouvait encore des tableaux du Greco, et un certain nombre de documents très précieux relatifs à l'histoire de l'art.
De son vivant, en Hongrie, il dota le « prix Marcell Nemes » ((hu) Nemes Marcell-díj), qui fut décerné de 1920 à 1949.

## Quelques œuvres de l'ancienne collection Nemes

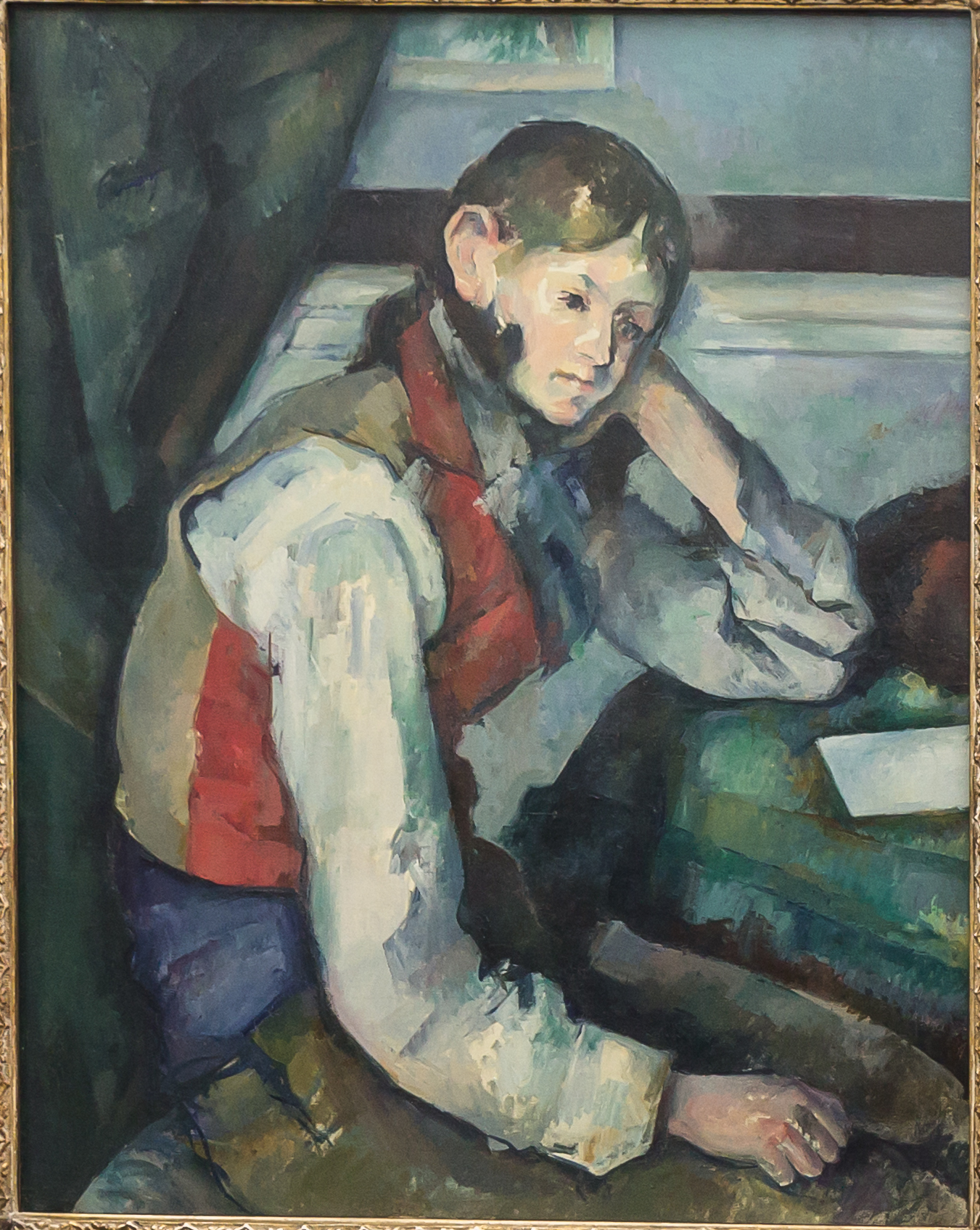
Paul Cézanne, Le Garçon au gilet rouge (1894-1895)
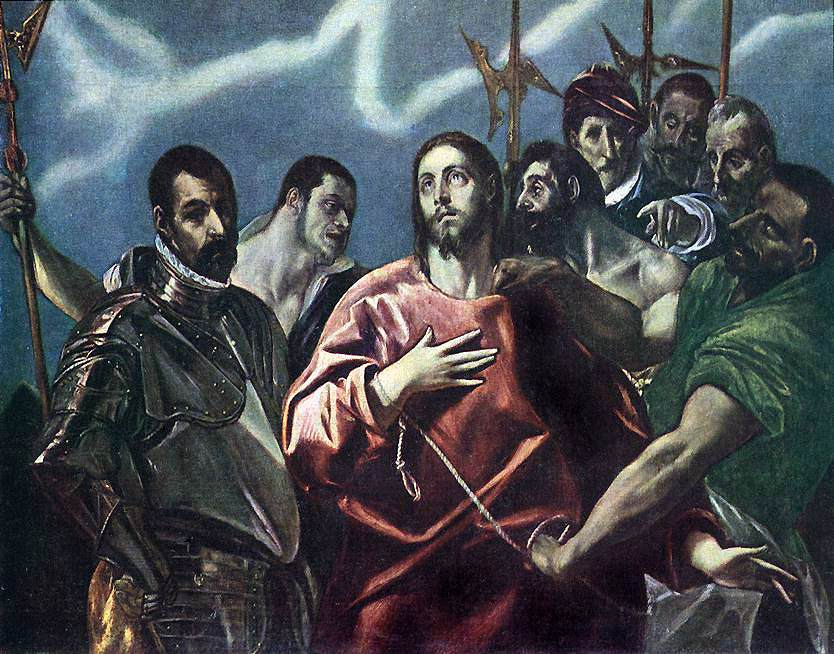
Le Greco, El Espolio
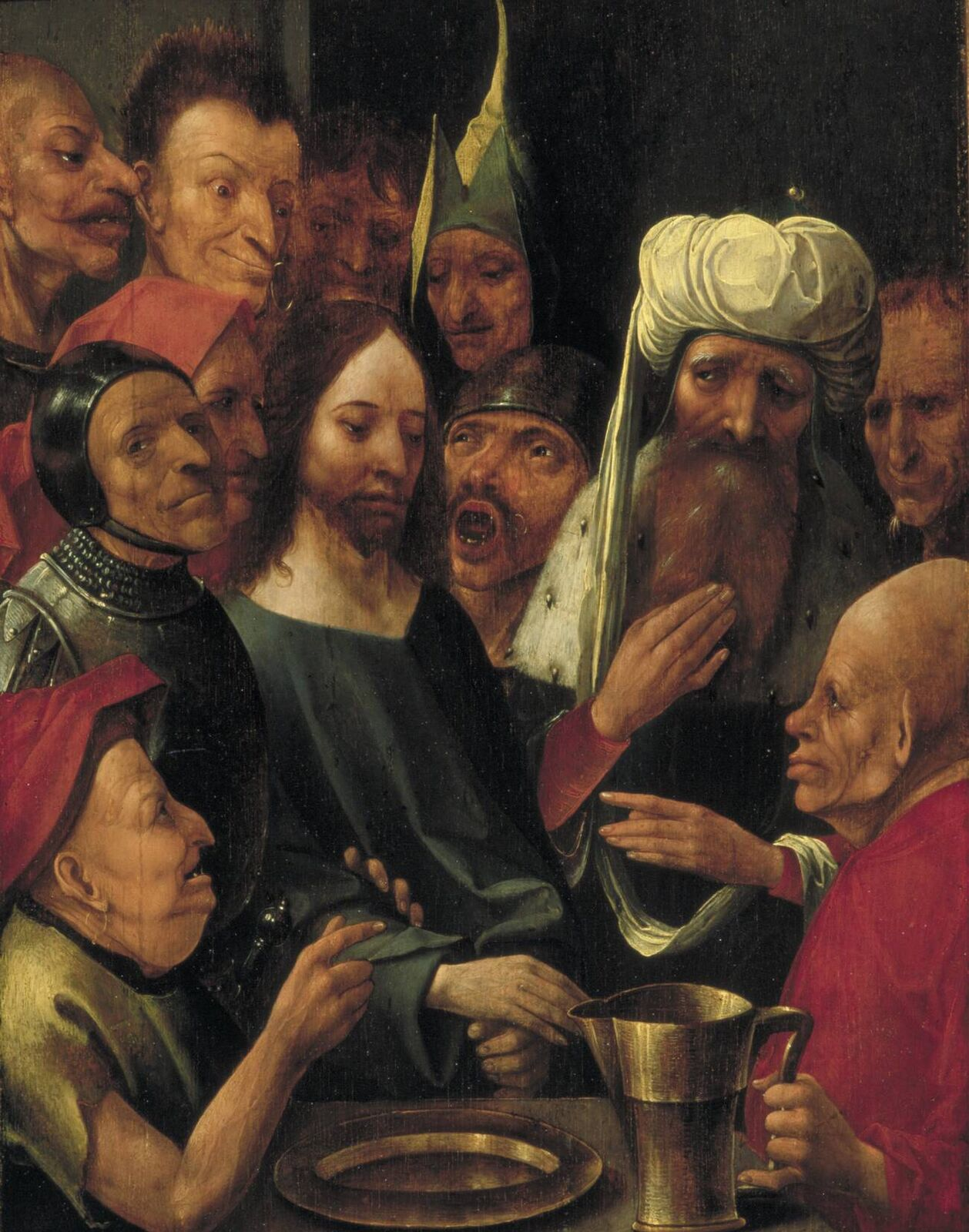
Jérôme Bosch, Le Christ devant  Pilate
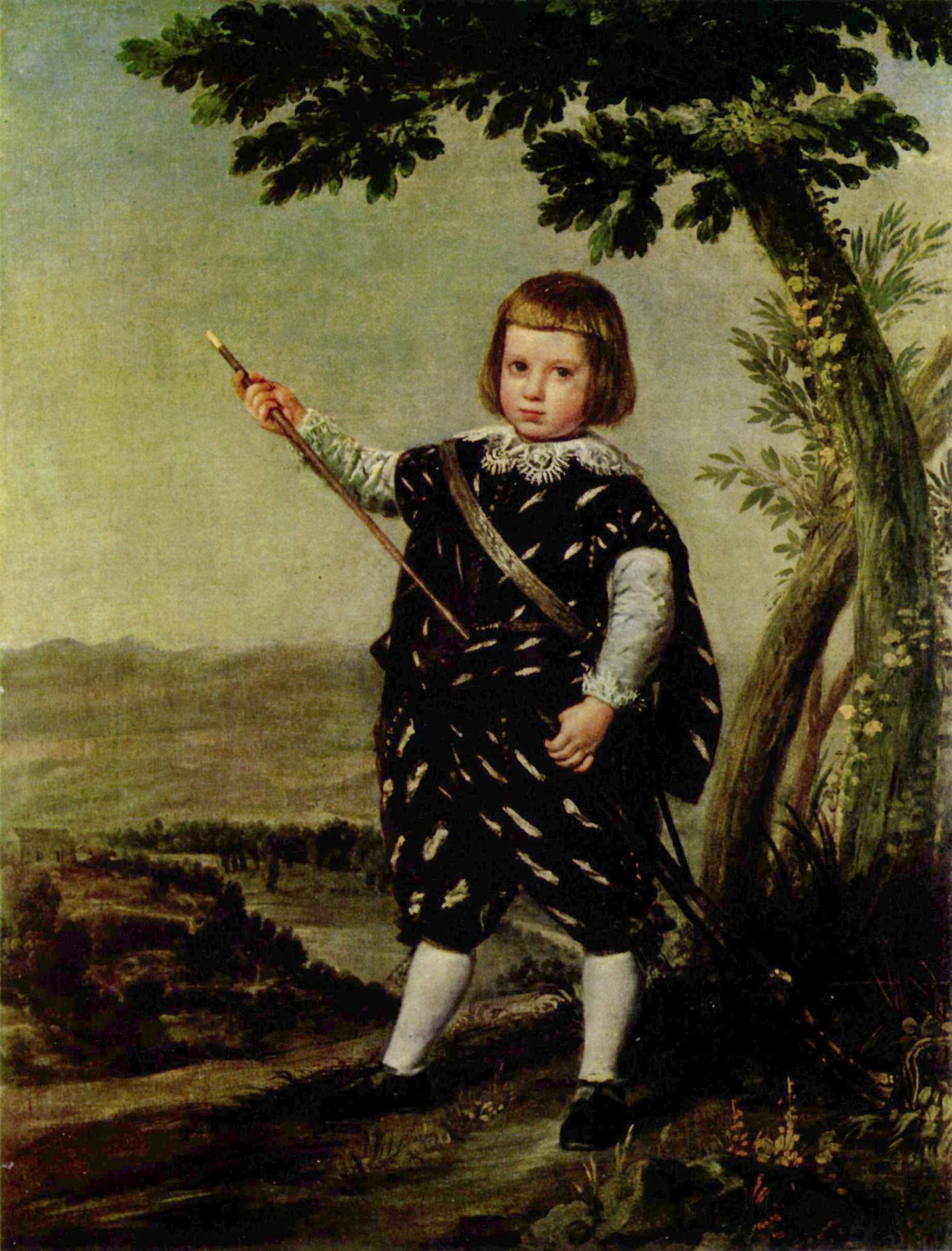
Juan Bautista Martínez del Mazo, Portrait de l'Infant Don Baltasar Carlos (v. 1635)
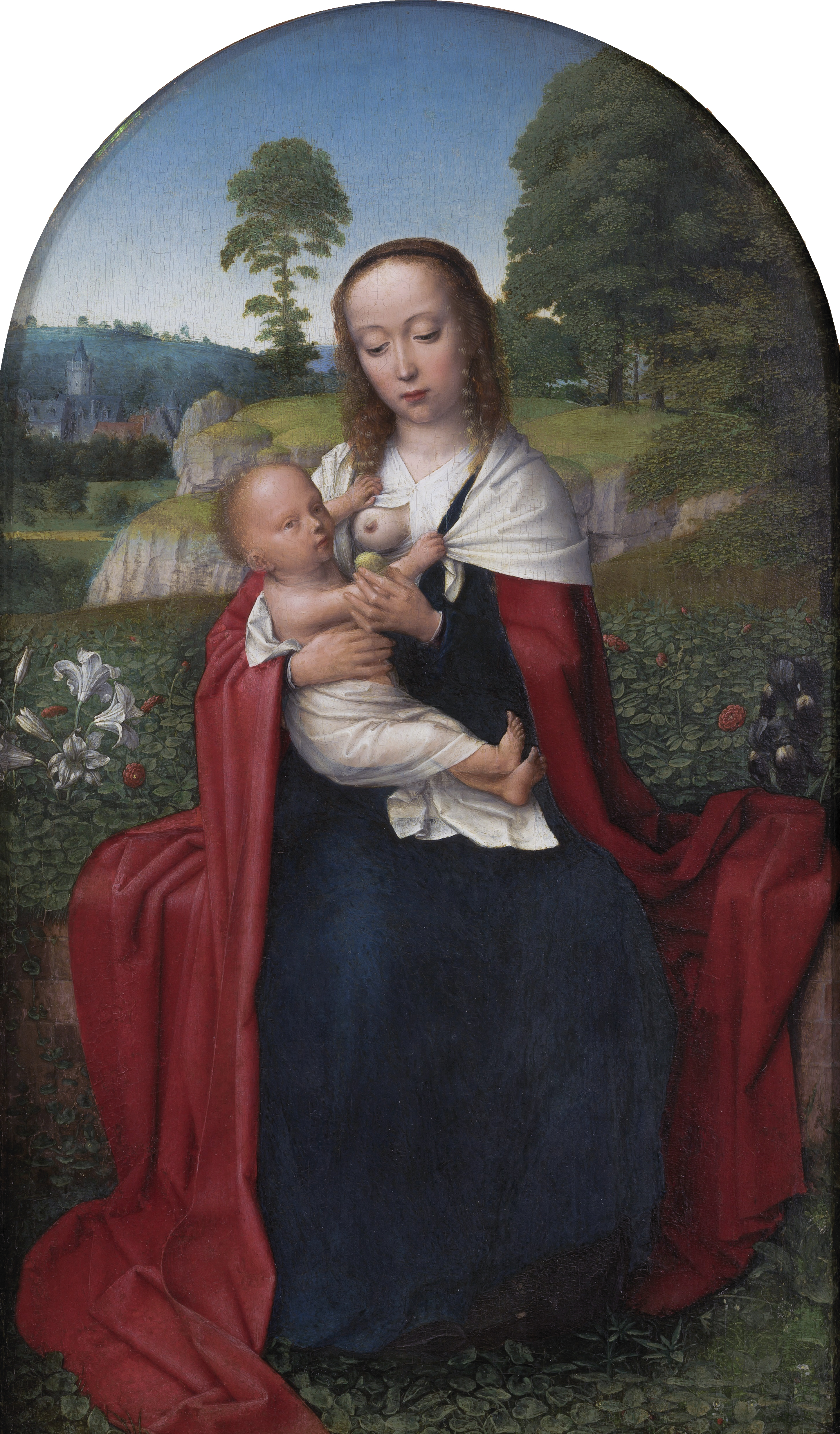
Gérard David, Vierge à l'Enfant dans un paysage (v. 1520)
Édouard Manet, La Rue Mosnier aux drapeaux ou Le 30 juin 1878, rue de Berne
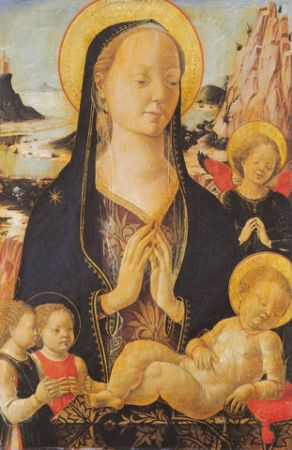
Anonyme (Ferrare), Vierge à l'Enfant
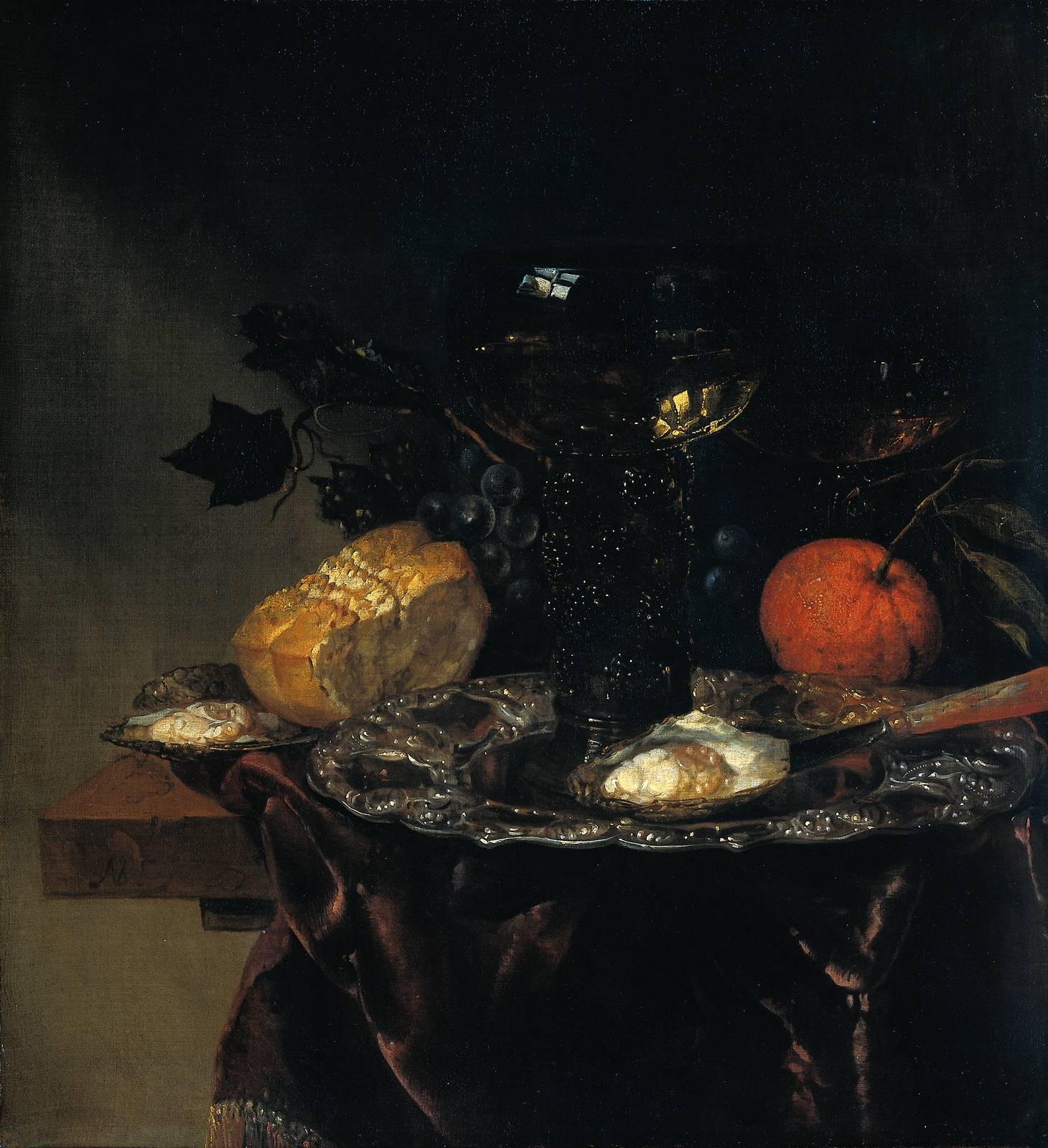
Abraham van Beijeren, Nature-morte
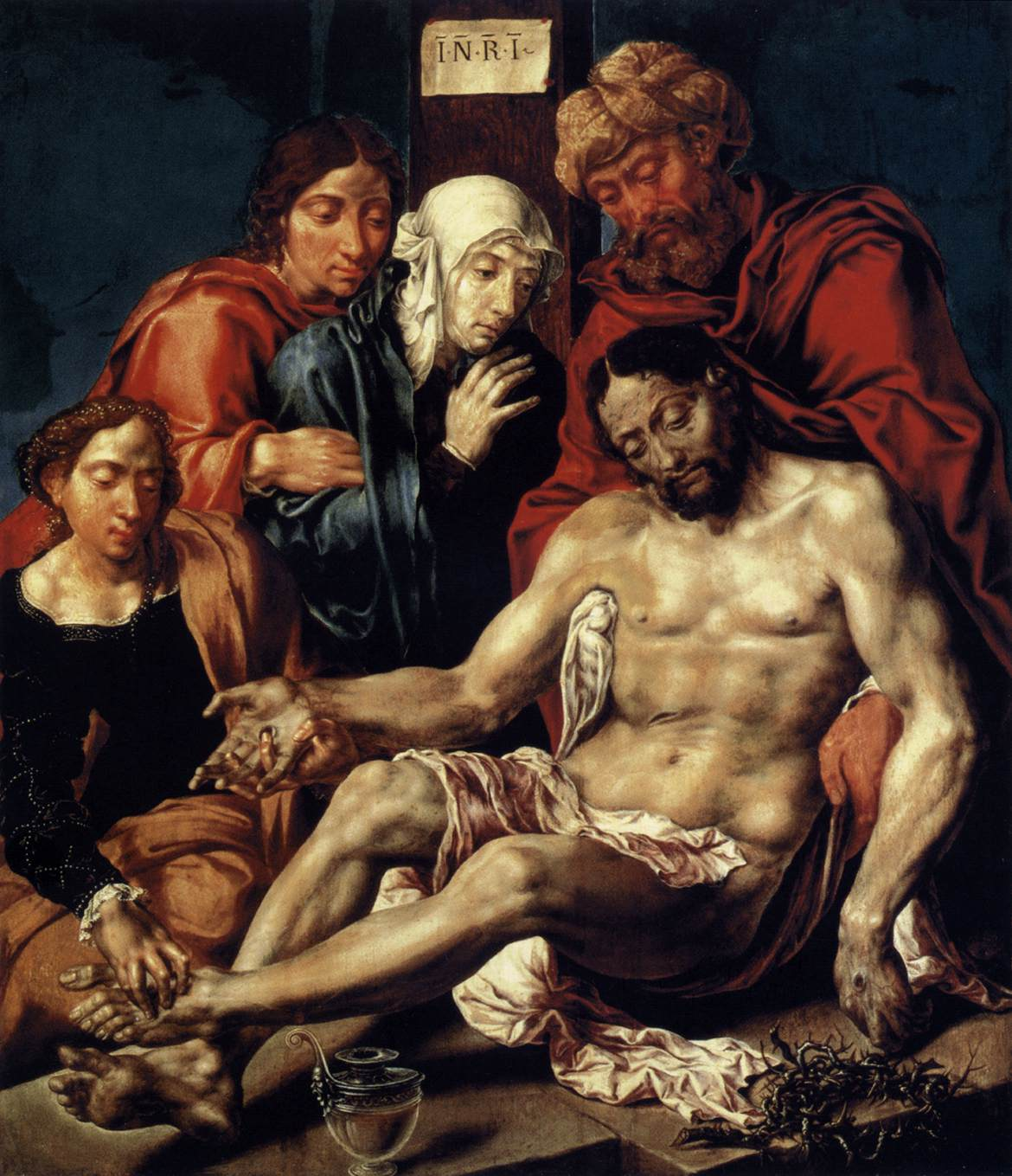
Maerten van Heemskerck, La Déploration du Christ
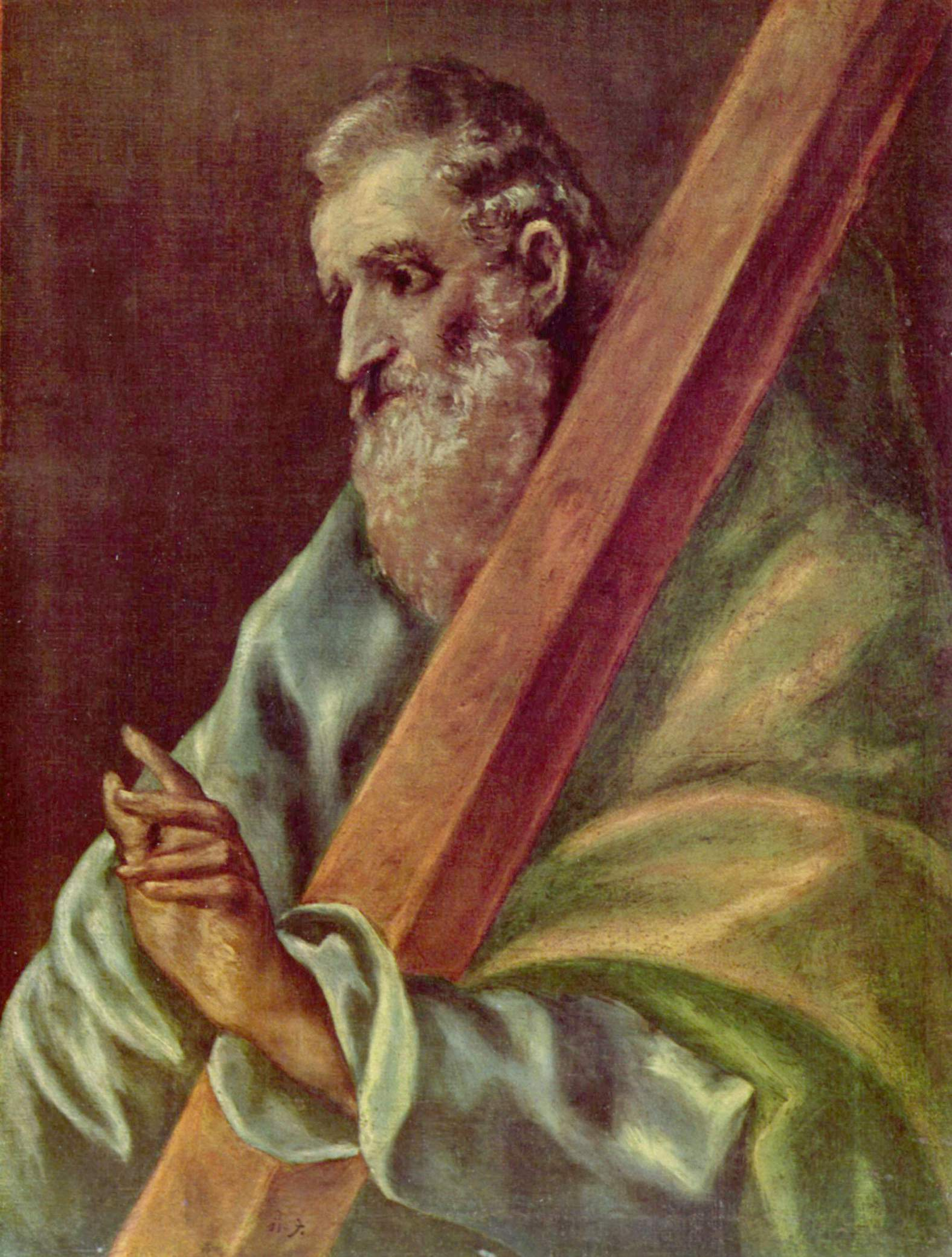
Le Greco, Saint André (v. 1610)
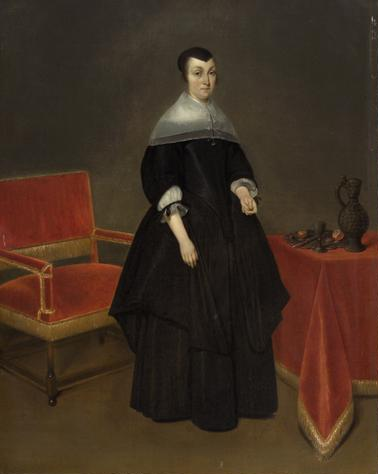
Gerard ter Borch le Jeune, Hermana von der Cruysse
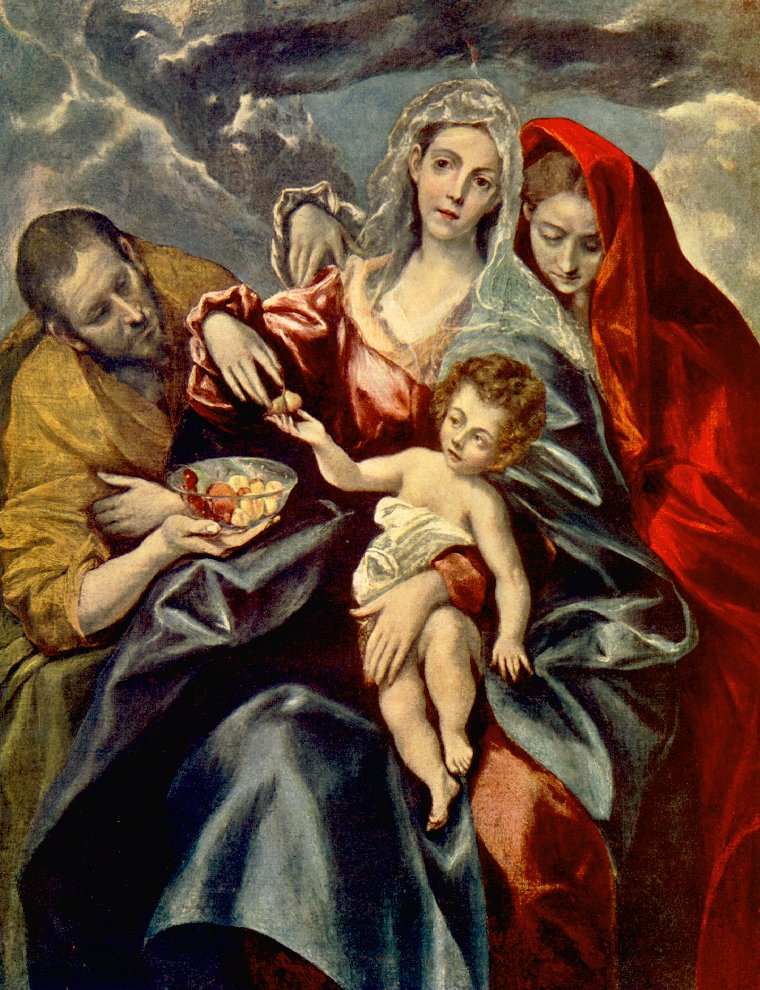
Le Greco, La Sainte Famille avec Marie-Madeleine